# کیسی بیجز
کیسی بیجز  (به انگلیسی: Casey Biggs) (زاده ۴ آوریل ۱۹۵۵) بازیگر آمریکایی است.
از فیلم‌های معروف او می‌توان به بازی در فیلم پیکان‌های شکسته اشاره کرد.